# Yuri Logvinenko
Yuri Logvinenko (en ruso: Юрий Анатольевич Логвиненко; Aktobe, 22 de agosto de 1988) es un exfutbolista kazajo que jugaba de defensa.

## Selección nacional
Debutó con la selección de fútbol de Kazajistán el 23 de mayo de 2008 contra Rusia en un partido amistoso. Disputó partidos de clasificación para la Copa Mundial de Fútbol de 2010 y de clasificación para la Copa Mundial de Fútbol de 2014, al igual que de clasificación para la Eurocopa 2012 y de la clasificación para la Eurocopa 2016.

### Goles internacionales
| #  | Fecha                    | Estadio                                    | Oponente        | Gol | Resultado | Competición                         |
| -- | ------------------------ | ------------------------------------------ | --------------- | --- | --------- | ----------------------------------- |
| 1. | 1 de junio de 2012       | Central Stadium, Almaty, Kazajistán        | Kirguistán      | 1–0 | 5–2       | Amistoso                            |
| 2. | 13 de octubre de 2014    | Astana Arena, Astaná, Kazajistán           | República Checa | 1–3 | 2–4       | Clasificación para la Eurocopa 2016 |
| 3. | 13 de octubre de 2014    | Astana Arena, Astaná, Kazajistán           | República Checa | 2–4 | 2–4       | Clasificación para la Eurocopa 2016 |
| 4. | 3 de septiembre de 2015  | Doosan Arena, Pilsen, República Checa      | República Checa | 0-1 | 2–1       | Clasificación para la Eurocopa 2016 |
| 5. | 10 de septiembre de 2018 | Estadi Nacional, Andorra la Vieja, Andorra | Andorra         | 0-1 | 1-1       | Liga de Naciones de la UEFA 2018-19 |

## Clubes
| Club                   | País       | Año       | Partidos | Goles |
| ---------------------- | ---------- | --------- | -------- | ----- |
| F. C. Aktobe           | Kazajistán | 2006-2016 | 273      | 15    |
| F. C. Astana           | Kazajistán | 2016-2021 | 130      | 15    |
| F. C. Rotor Volgogrado | Rusia      | 2021      | 0        | 0     |
| F. C. Aktobe           | Kazajistán | 2021-2023 | 36       | 4     |

## Palmarés

### Campeonatos nacionales
| Título                     | Club         | País       | Año  |
| -------------------------- | ------------ | ---------- | ---- |
| Liga Premier de Kazajistán | F. C. Aktobe | Kazajistán | 2007 |
| Supercopa de Kazajistán    | F. C. Aktobe | Kazajistán | 2008 |
| Liga Premier de Kazajistán | F. C. Aktobe | Kazajistán | 2008 |
| Copa de Kazajistán         | F. C. Aktobe | Kazajistán | 2008 |
| Liga Premier de Kazajistán | F. C. Aktobe | Kazajistán | 2009 |
| Supercopa de Kazajistán    | F. C. Aktobe | Kazajistán | 2010 |
| Liga Premier de Kazajistán | F. C. Aktobe | Kazajistán | 2013 |
| Supercopa de Kazajistán    | F. C. Aktobe | Kazajistán | 2014 |
| Liga Premier de Kazajistán | F. C. Astana | Kazajistán | 2016 |
| Copa de Kazajistán         | F. C. Astana | Kazajistán | 2016 |
| Liga Premier de Kazajistán | F. C. Astana | Kazajistán | 2017 |
| Supercopa de Kazajistán    | F. C. Astana | Kazajistán | 2018 |
| Liga Premier de Kazajistán | F. C. Astana | Kazajistán | 2018 |
| Supercopa de Kazajistán    | F. C. Astana | Kazajistán | 2019 |
| Liga Premier de Kazajistán | F. C. Astana | Kazajistán | 2019 |
| Supercopa de Kazajistán    | F. C. Astana | Kazajistán | 2020 |